# ورزشگاه شهر یولاخ
ورزشگاه شهر یولاخ (به لاتین: Yevlakh City Stadium) یک ورزشگاه چندمنظوره در شهر یولاخ واقع در جمهوری آذربایجان است. در حال حاضر بیشتر برای مسابقات فوتبال استفاده می‌شود و ورزشگاه خانگی باشگاه فوتبال کاروان است. این ورزشگاه ۵۰۰۰ نفر گنجایش دارد.